# (18731) Vilʹbakirov
(18731) Vilʹbakirov est un astéroïde de la ceinture principale.

## Description
(18731) Vilʹbakirov est un astéroïde de la ceinture principale. Il fut découvert le 23 mai 1998 à la station Anderson Mesa par le programme LONEOS. Il présente une orbite caractérisée par un demi-grand axe de 3,04 UA, une excentricité de 0,04 et une inclinaison de 9,0° par rapport à l'écliptique.

## Compléments